# Niki Wories
Niki Wories (Almere, 18 juni 1996) is een Nederlands kunstschaatsster. Ze werd zes keer op rij Nederlands kampioene bij de senioren.

## Biografie
Wories begon in 2001 met trainen bij kunstrijvereniging De Drechtsteden Dordrecht. Ze deed in december 2009, als schaatspartner van Donny Roelvink, mee aan het televisieprogramma Kinderen Dansen op het IJs. De twee kwamen als winnaars uit de strijd.
Nadat ze eind januari 2015 Nederlands kampioen bij de senioren werd, nam Wories deel aan achtereenvolgens de EK 2015, de WK junioren 2015 en de WK 2015. Daar werd ze respectievelijk eenendertigste, drieëntwintigste en tweeëndertigste. Ze kreeg in april 2015, uit handen van oud-kunstschaatsster Sjoukje Dijkstra, de Sjoukje Dijkstra Trophy uitgereikt als kunstrijdster van het jaar. In de winter van 2015 verhuisde Wories naar Canada om meer te kunnen trainen.
Ze kwalificeerde zich voor het EK 2016, hier bereikte ze als eerste Nederlandse na Manouk Gijsman in 2009 de finale en werd uiteindelijk 20e. Na het EK nam ze ook deel aan het WK 2016, hier bereikte ze als 24e -en als een van tien Europese kunstschaatssters- de finale waarin ze als 22e eindigde. In 2017 moest Wories zich vanwege blessureleed terugtrekken van deelname aan de EK en WK. Op het laatste kwalificatietoernooi in september 2017 probeerde Wories zich - net als Thomas Kennes - alsnog te kwalificeren voor de Olympische Winterspelen, maar dit was tevergeefs.

## Belangrijke resultaten
| Kampioenschap                                        | 09/10 | 10/11 | 11/12 | 12/13 | 13/14  | 14/15 | 15/16         | 16/17         | 17/18         | 18/19         | 19/20         | 20/21         | 21/22         | 22/23         | 23/24         | 24/25         |
| ---------------------------------------------------- | ----- | ----- | ----- | ----- | ------ | ----- | ------------- | ------------- | ------------- | ------------- | ------------- | ------------- | ------------- | ------------- | ------------- | ------------- |
| Wereldkampioenschap                                  |       |       |       |       |        | 32e   | 22e           | t.z.t.        |               |               | *             |               |               |               |               |               |
| Europees kampioenschap                               |       |       |       |       |        | 31e   | 20e           | t.z.t.        |               | reserve       | 35e           |               |               |               |               | 26e           |
| Nationaal kampioenschap                              |       |       |       |       | Zilver | Goud  | Goud          | Goud          | Goud          | Goud          | Goud          |               | Zilver        |               |               | Goud          |
| WK junioren                                          |       |       |       |       |        | 23e   | geen deelname | geen deelname | geen deelname | geen deelname | geen deelname | geen deelname | geen deelname | geen deelname | geen deelname | geen deelname |
| NK junioren                                          | 8e    |       | 4e    | Goud  |        |       | geen deelname | geen deelname | geen deelname | geen deelname | geen deelname | geen deelname | geen deelname | geen deelname | geen deelname | geen deelname |
| * WK afgelast naar aanleiding van de coronapandemie. |       |       |       |       |        |       |               |               |               |               |               |               |               |               |               |               |

t.z.t. = trok zich terug

## Persoonlijke records
Behaald tijdens ISU wedstrijden. 
|                     | punten | datum      | toernooi           |
| ------------------- | ------ | ---------- | ------------------ |
| Hoogste totaalscore | 147.69 | 06-12-2019 | Golden Spin Zagreb |
| Hoogste korte kür   | 055.12 | 05-12-2019 | Golden Spin Zagreb |
| Hoogste lange kür   | 093.41 | 08-12-2018 | Golden Spin Zagreb |